# Мусеймір
Мусеймір (араб. مُسَيْمِيرالقاعدة) – село у південно-західному Ємені, у мухафазі Аб'ян.

## Історія
До середини XX століття Мусеймір був столицею султанату Хаушабі.